# José Videla Castillo
José Videla Castillo (o del Castillo) (Mendoza; 1792 - Chuquisaca (Sucre); junio de 1832) fue un militar y político rioplatense que luchó en las guerras de independencia de Argentina, Chile y Perú, más tarde participó en la guerra contra el Brasil y luego en las guerras civiles del Río de la Plata, dentro del bando de la Liga Unitaria.

## Biografía
Se unió al Ejército de los Andes y participó en las batallas de Chacabuco, Cancha Rayada y Maipú. Era capitán en la campaña al Perú, y luchó en la batalla de Cerro de Pasco y fue condecorado por la defensa de la ciudad de Lima. Después de pasar unos meses prisionero de los realistas participó en la batalla de Ayacucho.
Participó en la guerra contra el Brasil en el regimiento de José María Paz, luchando en la batalla de Ituzaingó. Se unió más tarde a la invasión dirigida por Paz a Córdoba en 1829, y luchó en San Roque, La Tablada y Oncativo.
Después de esta última batalla, fue enviado por Paz a su provincia natal a derrocar el gobierno de Juan Rege Corvalán, federal aliado de Facundo Quiroga. A comienzos de abril de 1830 entró en Mendoza, donde reunió un "cabildo abierto" formado exclusivamente por unitarios, e hizo elegir a Tomás Godoy Cruz gobernador interino, tras lo cual se hizo elegir gobernador el 30 de abril; en pocas semanas concentró el poder público en su persona, anulando los juzgados de paz, disolviendo la legislatura y gobernando mediante "bandos supremos" entre mayo y junio de 1930 desató una cacería de federales y sus familias, las más prominentes figuras federales debieron huir de la provincia, sus tierras fueron confiscadas y otorgadas a partidarios unitarios. Disuelta la legislatura se otorgó poderes absolutos y quedó a cargo del ejercicio de las facultades militares, legislativas, ejecutivas y judiciales, en pocas semanas fueron pasados por las armas más de 2000 federales y sus familias.
Ejerció su cargo en lo militar, pero dejó que su ministro Godoy Cruz tomara todas las decisiones políticas y administrativas. Y pasó la mayor parte del tiempo en cuarteles fuera de la ciudad.
A mediados de enero de 1831 recibió la noticia de la llegada desde San Luis del general Facundo Quiroga, a quien suponía derrotado para siempre en Oncativo. Salió apuradamente a hacerle frente, pero sus tropas fueron destrozadas por los federales de Quiroga en la batalla de Rodeo de Chacón, el 28 de marzo de 1831. Logró huir para incorporarse a las fuerzas con que Paz hacía frente al ataque federal de Estanislao López.
Cuando éste fue capturado, el ejército dirigido por Lamadrid se replegó a Tucumán. Allí enfrentó por segunda vez a Quiroga en La Ciudadela, donde fue el jefe de la infantería unitaria. Tras la derrota, se estableció Bolivia. Se dedicó a la producción de café, caña de azúcar y ají en Santa Cruz de la Sierra, pero un incendio destruyó su hacienda. Poco después falleció en la ciudad de Charcas.